# Giuseppe Michielli
Giuseppe Michielli (Gemona del Friuli, 23 maggio 1985) è un ex combinatista nordico italiano.

## Biografia
Giuseppe Michielli, originario di Tarvisio, fa parte della nazionale italiana dal 2000. Ha debuttato nel Circo bianco il 16 dicembre 2001 a Planica, in Slovenia, giungendo 64º in una sprint valida per la Coppa del Mondo B. In Coppa del Mondo ha esordito il 12 dicembre 2003 disputando una sprint K95/15 km in Val di Fiemme, senza concludere la gara.
In carriera ha partecipato a tre edizioni dei Giochi olimpici invernali, Torino 2006 (14º nell'individuale, 16º nella sprint), Vancouver 2010 (33º nel trampolino normale, 23º nel trampolino lungo, 10º nella gara a squadre) e Soči 2014 (41º nel trampolino lungo), e a quattro dei Campionati mondiali di sci nordico (7º nella gara a squadre a Liberec 2009, Oslo 2011 e Val di Fiemme 2013 i migliori piazzamenti).
Si è ritirato dall'agonismo al termine della stagione 2014, dopo aver disputato la sua terza Olimpiade.

## Palmarès

### Coppa del Mondo
- Miglior piazzamento in classifica generale: 38º nel 2012

### Campionati italiani
- 12 medaglie:
  - 3 ori (sprint nel 2006; individuale, sprint nel 2007)
  - 6 argenti (individuale, sprint nel 2005; individuale nel 2006; individuale nel 2010; individuale nel 2011; individuale nel 2012)
  - 3 bronzi (individuale nel 2004; individuale nel 2008; individuale nel 2013)